# 日本写真学会
一般社団法人 日本写真学会（にほんしゃしんがっかい、英語: The Society Of Photography And Imaging Of Japan (SPIJ)）は、日本の学術研究団体の一つ。

## 概要
1926年2月26日設立。学術研究団体としての種別は単独学会である。初代会長は陸地測量部長の大村齊で、1942年まで務めた。
総合工学を学術研究領域とし、写真及び画像に関する学理およびその応用研究開発についての発表及び連絡、知識の交換、情報の提供等の場となり、写真及び画像に関する進歩普及を図り、もって学術・文化並びに産業の発展に寄与することを目的としている。
国内においては画像関連学会連合会に、国際学術連合体としてはThe Society of Imaging Science and technologyに加入している。また連合体として日本画像学会、画像電子学会、日本印刷学会を含む。"
国際会議としては、International Conference on Advanced Imaging 2020を共催した。

## 沿革
- 1926年 - 東京寫眞學會発足。
- 1933年 - 日本寫眞學會設立。
- 1958年 - 社団法人日本写真学会設立。
- 2012年 - 一般社団法人日本写真学会へ移行。

## 刊行物

### 日本写真学会誌
- 誌名（和文）：日本写真学会誌
- 誌名（欧文）：Journal of the society of photography and imaging of japan
- 創刊年：1926
- 資料種別：ジャーナル（査読付き論文を含む）
- 使用言語：日本語のみ
- 発行形態：印刷体
- 著作権帰属先：学会
- クリエイティブコモンズ：定めていない
- 購読：有料

### Bulletin of the Society of Photography and Imaging of Japan
- 誌名（和文）：-
- 誌名（欧文）：Bulletin of the Society of Photography and Imaging of Japan
- 創刊年：2014
- 資料種別：ジャーナル（査読付き論文を含む）
- 使用言語：英語のみ
- 発行形態：その他電子体
- 著作権帰属先：学会
- クリエイティブコモンズ：-
- 購読：無料